# والنتینوفکا
والنتینوفکا (به لاتین: Valentinovka) یک منطقهٔ مسکونی در روسیه است که در باشقیرستان واقع شده است.